# 何正文
何正文（1917年—2000年），中国人民解放军将领、中国人民解放军开国少将。
曾任中国人民解放军成都军区副司令员兼参谋长。1955年，授予中国人民解放军少将。